# NXT TakeOver: XXV
NXT TakeOver: XXV è stata la venticinquesima edizione della serie NXT TakeOver, prodotta dalla WWE per il roster di NXT, e trasmessa in diretta sul WWE Network. L'evento si è svolto il 1º giugno 2019 alla Webster Bank Arena di Bridgeport (Connecticut).
La serie di NXT TakeOver, riservata ai lottatori di NXT, è iniziata il 29 maggio 2014, con lo show tenutosi alla Full Sail University di Winter Park (Florida) e trasmesso in diretta sul WWE Network. I Dark Match sono contati dalla WWE come taping per la successiva puntata di NXT.

## Storyline
Il 5 aprile, a NXT TakeOver: New York, Johnny Gargano sconfisse Adam Cole in un 2-out-of-3 Falls match per 2-1 conquistando così il vacante NXT Championship per la prima volta. Dopo che l'Undisputed Era attaccò brutalmente Gargano nella puntata di NXT del 17 aprile, il General Manager William Regal annunciò che Gargano stesso avrebbe difeso il titolo contro Cole a NXT TakeOver: XXV.
Dopo che passarono al roster di Raw per effetto dello Shake-up del 15 aprile, i Viking Raiders (Erik e Ivar) resero vacante l'NXT Tag Team Championship durante la puntata di NXT del 15 maggio. La settimana successiva, il General Manager William Regal sancì dunque un Ladder match tra Oney Lorcan e Danny Burch, gli Street Profits (Angelo Dawkins e Montez Ford), Bobby Fish e Kyle O'Reilly dell'Undisputed Era e i Forgotten Sons (Wesley Blake e Steve Cutler) per la riassegnazione dei titoli di coppia a NXT TakeOver: XXV.
Nella puntata di NXT del 17 aprile Shayna Baszler difese con successo l'NXT Women's Championship contro Kairi Sane per squalifica dopo che Io Shirai la colpì per tentare di salvare Sane da un brutale pestaggio. Al termine dell'incontro, Baszler e le sue alleate, Marina Shafir e Jessamyn Duke, attaccarono tuttavia Shirai e Sane, infortunando quest'ultima al braccio. Dopo che Baszler, Shafir e Duke assalirono pesantemente Shirai nel backstage la settimana successiva, la stessa Shirai si vendicò e attaccò brutalmente la campionessa di nascosto durante la puntata di NXT dell'8 maggio. Ciò portò all'annuncio di un match tra Baszler e Shirai con in palio il titolo per NXT TakeOver: XXV.
Nella puntata di NXT del 22 maggio Tyler Breeze fece un ritorno a sorpresa nello show giallo, confrontandosi con l'NXT North American Champion Velveteen Dream e attaccandolo per ottenere un incontro al suo titolo. La sera stessa, un match tra i due con in palio l'NXT North American Championship fu quindi sancito per NXT TakeOver: XXV.
Nella puntata di NXT dell'8 maggio Roderick Strong tentò di aiutare Adam Cole, suo alleato nell'Undisputed Era, a sconfiggere Matt Riddle ma quest'ultimo respinse tuttavia l'attacco di Strong e vinse l'incontro dopo aver sottomesso Cole nella Bromission. Ciò portò ad un pesante litigio tra Cole e Strong, con il primo che mise in dubbio il posto del secondo all'interno della stable. Nella puntata di NXT del 15 maggio Strong, per redimersi da ciò che era successo la settimana precedente, attaccò brutalmente Riddle nel backstage e, così facendo, riacquisì la fiducia di Cole. Nella puntata di NXT del 22 maggio Riddle e Johnny Gargano assalirono a sorpresa l'Undisputed Era, col primo che sfidò poi Strong ad un match per NXT TakeOver: XXV.

## Risultati
| # | Match | Stipulazioni                                          | Durata |
| - | --- | ----------------------------------------------------- | ------ |
| N | Keith Lee ha sconfitto Kona Reeves | Single match                                          | 6:05   |
| N | Mia Yim ha sconfitto Bianca Belair | Single match                                          | 10:35  |
| 1 | Matt Riddle ha sconfitto Roderick Strong | Single match                                          | 14:45  |
| 2 | The Street Profits hanno sconfitto Danny Burch e Oney Lorcan, The Forgotten Sons (Steve Cutler e Wesley Blake) e The Undisputed Era (Bobby Fish e Kyle O'Reilly) | Ladder match per il vacante NXT Tag Team Championship | 21:30  |
| 3 | Velveteen Dream (c) ha sconfitto Tyler Breeze | Single match per l'NXT North American Championship    | 16:50  |
| 4 | Shayna Baszler (c) ha sconfitto Io Shirai per sottomissione | Single match per l'NXT Women's Championship           | 12:15  |
| 5 | Adam Cole ha sconfitto Johnny Gargano (c) | Single match per l'NXT Championship                   | 32:00  |

N Indica che il match farà parte di una futura puntata di NXT.